# ショーン・マロニー
ショーン・リチャード・マロニー（Shaun Richard Maloney, 1983年1月24日 - ）は、マレーシア・ミリ出身のサッカー指導者、元サッカー選手。現役時代のポジションはMF、FW。元スコットランド代表。

## 概要
プロ生活を開始し、2度在籍したセルティックFCでは、公式戦200試合以上に出場しており、スコティッシュ・プレミアリーグ5回、スコティッシュカップ5回、スコティッシュリーグカップ3回と数多くの優勝を経験。個人としては、2006年にスコットランドPFA年間最優秀選手賞とスコットランドPFA年間最優秀若手選手賞に輝き、同時受賞した史上初の選手となった。なお、2度の在籍の間にプレミアリーグのアストン・ヴィラFCでプレーしている。その後、2011年にイングランドへ再び渡りウィガン・アスレティックFCに在籍し、2013年にFAカップのタイトルを獲得。2015年1月にはアメリカ合衆国のシカゴへ渡った。スコットランド代表としては、2005年の初出場以来、40試合以上に出場している。

## 経歴

### クラブ

#### セルティック
父親がヘリコプターの操縦士であり、その仕事の関係でマレーシアに移住していた際にサラワク州ミリで生まれ、母親の地元であるスコットランドのアバディーンへ5歳で移住するまでの間をマレーシアで過ごしていた。1999年に練習生としてセルティックFCに参加し、2001年4月29日に行われたアイブロックス・スタジアムで行われたレンジャーズFCとのオールドファームにて、同クラブのトップチームでプロ初出場を飾る。以来、数年間は主に途中出場で起用されながらも度々セットプレーを任されていたことから、フリーキックの名手としての評価を得る中、UEFAカップ 2003-04において数試合をプレーし、準決勝のVfBシュトゥットガルト戦で得点を挙げるなどで決勝進出に貢献した。
2003-04シーズンにヘンリク・ラーション、ジョン・ハートソン、クリス・サットンと層が厚いフォワード陣の為に出場機会は限定されながらも、少ない時間の中で結果を残していたことで、シーズン終了後に退団が予想されるラーションの後継者と期待を寄せられ、2004年2月10日に契約を2007年までの延長を合意した矢先、数日後のU-21パーティック・シッスルFC戦で十字靭帯損傷で約9ヶ月の離脱となる。困難な事態に陥りながらも将来性を買われ、28日には正式に契約が3年延長された。その後、2005年2月27日にスコティッシュカップのクライドFC戦で復帰すると、ペナルティーキックを獲得して勝利に貢献し、4月下旬のハイバーニアンFC戦で2004-05シーズン初先発出場を果たした。2005-06シーズンは、ゴードン・ストラカン新監督によって左サイドハーフに転向させられ、新境地を開くことになるが、同位置で年間を通して安定したパフォーマンスを披露し、そのプレーにファンやメディアから称賛を受け、年間最優秀選手賞と年間最優秀若手選手賞を同時受賞する最初の選手となった。また、ミッドフィルダーながら公式戦16得点28アシスト挙げたプレーでクラブの年間最優秀選手とファン選出の年間最優秀選手にも輝いている。その活躍にセルティックから契約延長を提示されたが、主張の相違によって数ヶ月交渉が続いており、セルティック側はマロニー側の条件を飲んだ場合による金銭面の多大な負担に加え、2006-07シーズン終了に伴い自由契約選手となることを危惧し、2007年1月を以って退団することになった。

#### アストン・ヴィラ
2007年1月31日に移籍金100万ポンドで過去に師事したマーティン・オニール監督率いるプレミアリーグ（イングランド1部）のアストン・ヴィラFCと3年半契約で合意する。2月10日のレディングFC戦で初出場を飾り、4月28日のエティハド・スタジアムでのマンチェスター・シティFC戦において、フリーキックで初得点を挙げる。

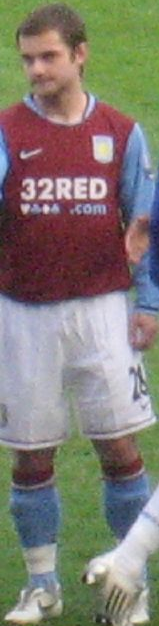
アストン・ヴィラFCでのマロニー (2007)

移籍1季目は、ホームシックによって精彩を欠いており、その為にスコットランドに戻るだろうと報じられていた。この状況に対して、セルティックとアストン・ヴィラで共に働いたオニール監督とスティリアン・ペトロフから、初の国外でのプレーの苦難に理解を示され、残留を請われていたマロニーは、翌2007-08シーズンもアストン・ヴィラでプレーしており、強豪チェルシー相手に得点を挙げるなど、好調だったことも手伝い、2008年1月の移籍市場が迫った際には残留を明言していた。しかし、最終的にリーグ戦22試合中半分が途中出場と定位置確保に苦戦していたことで出場機会を求め、シーズン終了後に再びスコットランドへ戻る意思を示した。

#### セルティック復帰

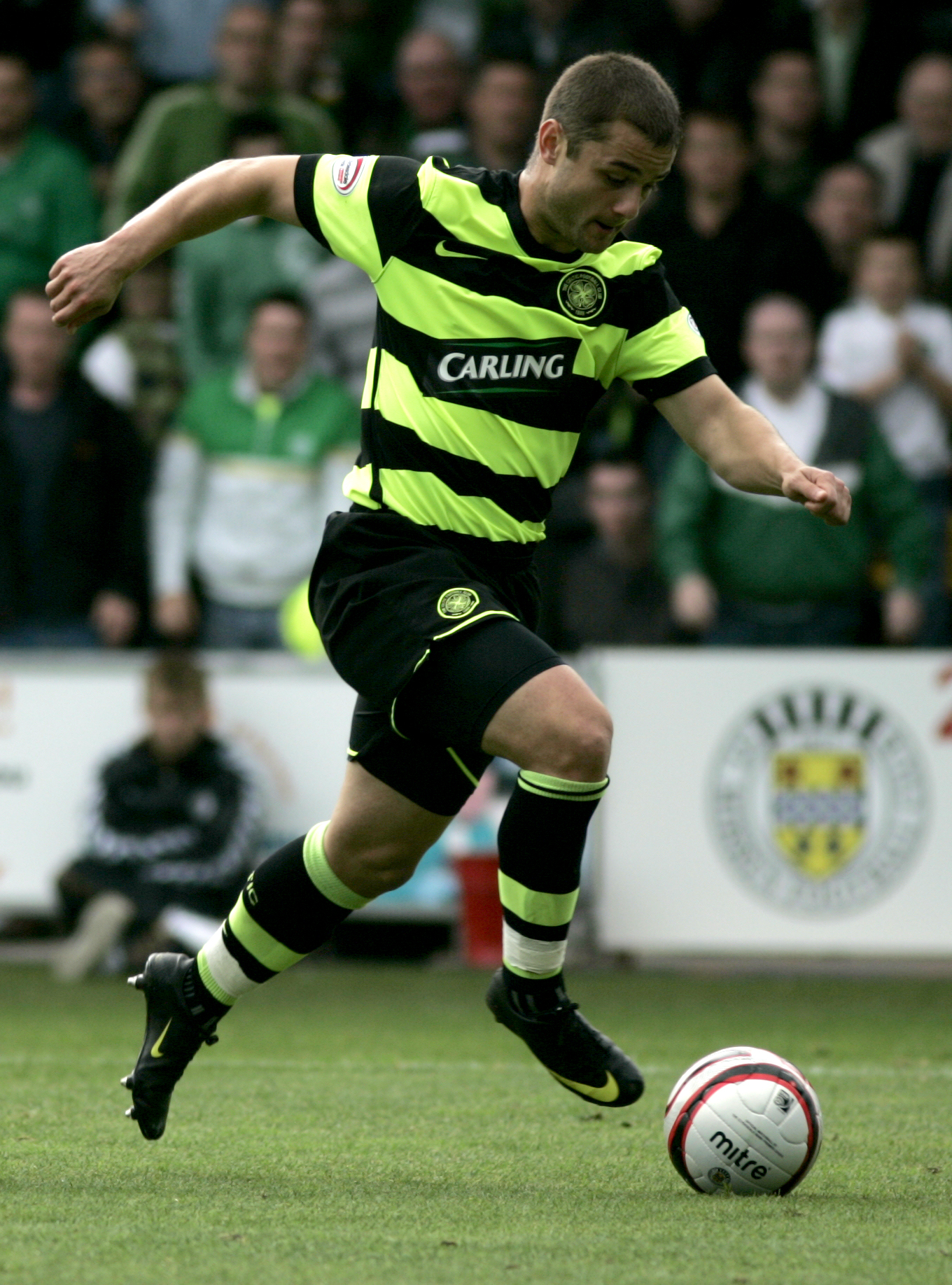
セルティックFCでのマロニー (2009)

2008年8月22日に移籍金250万ポンドの4年契約でセルティックFCに復帰を果たす。2度目のセルティックでは、初出場となった2008年8月23日のフォルカークFC戦において、ヤン・フェネホール・オフ・ヘッセリンクとの交代で途中出場ながらも2アシストにマン・オブ・ザ・マッチ選出と最高のスタートを切っており、9月13日のマザーウェルFC戦で初得点を挙げると、次のキルマーノックFC戦でも得点し、公式戦5得点でシーズンを終了した。トニー・モウブレイ新監督の下でプレーすることになった翌2009-10シーズンは、最初の18試合中17試合でプレーしたように昨季に続いて定位置を確保していたが、2009年10月4日のレンジャーズFC戦でアキレス腱に問題を抱えると、4試合に出場後のスコティッシュリーグカップのハート・オブ・ミドロシアンFC（ハーツ）戦中にアキレス腱炎でハーフタイム中に交代、以後の試合は全て欠場となった。
2010年7月28日のUEFAチャンピオンズリーグ 2010-11でのSCブラガ戦において、2009年10月以来となる公式戦に出場してスタートした2010-11シーズンは、序盤でセント・ミレンFC戦、ハーツ戦と得点を挙げ、ハイバーニアン戦では2得点と長期の離脱を感じさせないプレーを見せており、また、主将のスコット・ブラウンが負傷で離脱した際には、代役で主将を任されるまでの地位を確立するなど、順風満帆だった。その後、2010年11月のインヴァネス・カレドニアン・シッスルFC戦中に足首を負傷したことで12月に手術を受け、2011年4月まで離脱する困難な時期もあったが、シーズン残り僅か8試合という短期間の中でもスコティッシュカップ準決勝のアバディーンFC戦、リーグ最終節のマザーウェル戦で得点を挙げる見せ場を作った。

#### ウィガン

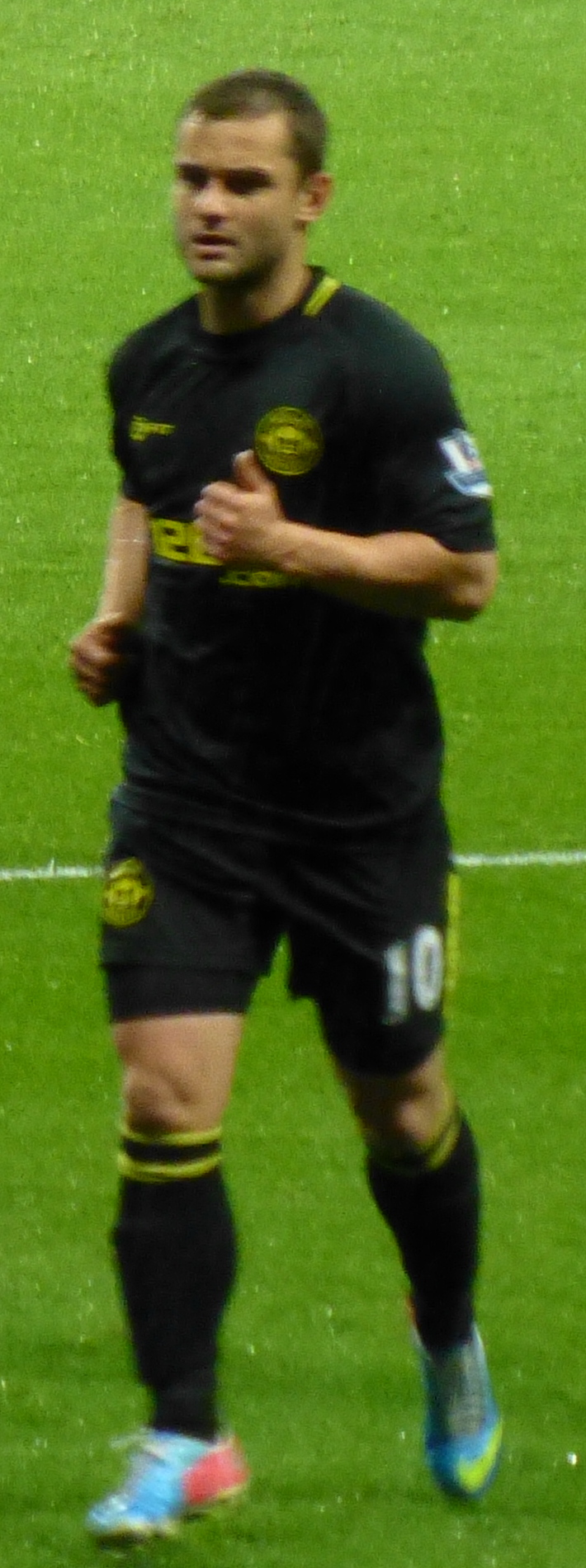
プレミアリーグから降格が決定した試合でのウィガン・アスレティックFC時代のマロニー (2013年5月)

2011年8月31日に移籍金85万ポンドでプレミアリーグのウィガン・アスレティックFCと3年契約を締結する。2度目の上陸となったプレミアリーグの舞台では、2011年9月13日にリーグカップのクリスタル・パレスFC戦で初出場を飾って以来、フィットネスの問題によって、2011-12シーズンの前半戦までに途中出場での3試合のみと苦戦を強いられており、調子を取り戻すまではより多くの時間が必要とのロベルト・マルティネス監督の考えから、2012年3月11日のノリッジ・シティFC戦で途中出場するまで約5ヶ月リーグ戦での出場は訪れなかった。だが、同試合で合格点のパフォーマンスを見せた結果、次のウェスト・ブロムウィッチ・アルビオンFC戦で初めて先発を任されると、3月24日のリヴァプールFC戦で初得点、4月11日のマンチェスター・ユナイテッドFC戦において後半5分に決勝点を決め、10月以来となるチームの降格圏脱出に貢献した。4月28日のニューカッスル・ユナイテッドFC戦でシーズン3得点目を挙げた。
翌2012-13シーズンは、2011-12シーズン終盤での好調を維持させ、前半戦まで先発を20試合務めて2得点を挙げる活躍に2013年1月17日に契約を2015年まで延長することに成功。その後は、下位に低迷するチームの中、4月7日にロフタス・ロードで行われたクイーンズ・パーク・レンジャーズFC戦では試合終了間際の約94分にフリーキックでチームを降格圏脱出に導く同点ゴールを挙げ、4月13日にウェンブリー・スタジアムで行われたFAカップ準決勝のミルウォールFC戦では、25分に先制点となるボレーを決めてマン・オブ・ザ・マッチに選出される活躍でチーム史上初となる決勝に導き、5月11日のマンチェスター・シティとのFAカップ決勝では決勝点をアシストしてタイトル獲得に貢献するなど、気を吐いており、それから3日後のアーセナル・スタジアムでのアーセナルFC戦でも得点した。しかし、同試合を最終的に1-4で落とし、チャンピオンシップへと降格した。

#### シカゴ・ファイアー
2015年1月25日に特別指定選手としてシカゴ・ファイアーに移籍する。4月4日のトヨタパークでのトロントFC戦において、初得点を挙げると共に週間最優秀選手賞に輝いた。

#### ハル
2015年8月27日、ハル・シティAFCに2年契約で移籍。7か月でイングランドへ舞い戻り、クラブは1シーズンでプレミアリーグへ復帰した。

#### 現役引退
2016-17シーズン終了を以てKCスタジアムを去るとアバディーンFC加入へ近づいたが、慢性的なヘルニアの影響により現役を引退した。2017年8月10日、古巣であるセルティックのU-20の指揮官として招聘された。

### 代表
U-21代表を経て、2005年10月8日にハムデン・パークで行われたベラルーシ戦でスコットランドA代表初出場を飾る。同試合では味方のリー・マッカロークの不手際で得点機を逃し、2007年6月のフェロー諸島戦でのフリーキックまで得点が無かった。その後、アイルランド戦での決勝点を含め、UEFA EURO 2016予選では合計4得点を記録した。

### 監督
2021年12月、ハイバーニアンFCの監督に就任した。

## 個人成績

### クラブでの出場記録
出典:
| クラブ             | シーズン         | 国内リーグ                     | 国内リーグ | 国内リーグ | カップ | カップ | リーグカップ | リーグカップ | 国際大会 | 国際大会 | 合計  | 合計 |
| クラブ             | シーズン         | 所属リーグ                     | 出場       | 得点       | 出場   | 得点   | 出場         | 得点         | 出場     | 得点     | 出場  | 得点 |
| ------------------ | ---------------- | ------------------------------ | ---------- | ---------- | ------ | ------ | ------------ | ------------ | -------- | -------- | ----- | ---- |
| セルティック       | 2000-01          | スコティッシュ・プレミアリーグ | 4          | 0          | 0      | 0      | 0            | 0            | 0        | 0        | 4     | 0    |
| セルティック       | 2001-02          | スコティッシュ・プレミアリーグ | 16         | 5          | 2      | 1      | 1            | 4            | 1        | 0        | 20    | 10   |
| セルティック       | 2002-03          | スコティッシュ・プレミアリーグ | 20         | 3          | 3      | 0      | 3            | 1            | 4        | 1        | 30    | 5    |
| セルティック       | 2003-04          | スコティッシュ・プレミアリーグ | 17         | 5          | 1      | 0      | 2            | 0            | 3        | 1        | 23    | 6    |
| セルティック       | 2004-05          | スコティッシュ・プレミアリーグ | 2          | 0          | 1      | 0      | 0            | 0            | 0        | 0        | 3     | 0    |
| セルティック       | 2005-06          | スコティッシュ・プレミアリーグ | 36         | 13         | 1      | 0      | 4            | 3            | 2        | 0        | 43    | 16   |
| セルティック       | 2006-07          | スコティッシュ・プレミアリーグ | 9          | 0          | 0      | 0      | 1            | 0            | 5        | 0        | 15    | 0    |
| セルティック       | 合計             | 合計                           | 104        | 26         | 8      | 1      | 11           | 8            | 15       | 2        | 138   | 37   |
| アストン・ヴィラ   | 2006-07          | プレミアリーグ                 | 8          | 1          | 0      | 0      | 0            | 0            | -        | -        | 8     | 1    |
| アストン・ヴィラ   | 2007-08          | プレミアリーグ                 | 22         | 4          | 1      | 0      | 2            | 2            | -        | -        | 25    | 6    |
| アストン・ヴィラ   | 合計             | 合計                           | 30         | 5          | 1      | 0      | 2            | 2            | -        | -        | 33    | 7    |
| セルティック       | 2008-09          | スコティッシュ・プレミアリーグ | 21         | 4          | 1      | 0      | 2            | 0            | 6        | 1        | 30    | 5    |
| セルティック       | 2009-10          | スコティッシュ・プレミアリーグ | 9          | 4          | 0      | 0      | 1            | 0            | 6        | 0        | 17    | 4    |
| セルティック       | 2010-11          | スコティッシュ・プレミアリーグ | 21         | 5          | 1      | 1      | 1            | 0            | 3        | 0        | 26    | 6    |
| セルティック       | 2011-12          | スコティッシュ・プレミアリーグ | 3          | 0          | 0      | 0      | 0            | 0            | 1        | 0        | 4     | 0    |
| セルティック       | 合計             | 合計                           | 54         | 13         | 2      | 1      | 4            | 0            | 16       | 1        | 76    | 15   |
| ウィガン           | 2011-12          | プレミアリーグ                 | 13         | 3          | 1      | 0      | 1            | 0            | -        | -        | 15    | 3    |
| ウィガン           | 2012-13          | プレミアリーグ                 | 36         | 6          | 4      | 1      | 1            | 0            | -        | -        | 41    | 7    |
| ウィガン           | 2013-14          | チャンピオンシップ             | 10         | 3          | 0      | 0      | 0            | 0            | -        | -        | 13[a] | 3    |
| ウィガン           | 2014-15          | チャンピオンシップ             | 20         | 2          | 1      | 0      | 1            | 0            | -        | -        | 22    | 2    |
| ウィガン           | 合計             | 合計                           | 79         | 14         | 5      | 1      | 3            | 0            | -        | -        | 91    | 15   |
| シカゴ・ファイアー | 2015             | メジャーリーグサッカー         | 10         | 1          | 0      | 0      | 0            | 0            | -        | -        | 10    | 1    |
| シカゴ・ファイアー | 合計             | 合計                           | 10         | 1          | 0      | 0      | 0            | 0            | -        | -        | 10    | 1    |
| キャリア通算成績   | キャリア通算成績 | キャリア通算成績               | 267        | 58         | 17     | 3      | 20           | 10           | 34       | 3        | 339   | 74   |

a. ^ FAコミュニティ・シールド1試合0得点、フットボールリーグ・チャンピオンシッププレーオフ2試合0得点を含む

### 代表での成績
出典:
| スコットランド代表 | スコットランド代表 | スコットランド代表 |
| 年                 | 出場               | 得点               |
| ------------------ | ------------------ | ------------------ |
| 2005               | 2                  | 0                  |
| 2007               | 7                  | 1                  |
| 2008               | 6                  | 0                  |
| 2009               | 2                  | 0                  |
| 2010               | 2                  | 0                  |
| 2012               | 5                  | 0                  |
| 2013               | 6                  | 1                  |
| 2014               | 6                  | 2                  |
| 2015               | 8                  | 3                  |
| 2016               | 2                  | 0                  |
| Total              | 47                 | 7                  |

#### 代表での得点
出典:
| #  | 開催日         | 開催地     | 対戦国       | スコア | 結果 | 大会                        |
| -- | -------------- | ---------- | ------------ | ------ | ---- | --------------------------- |
| 1. | 2007年6月6日   | トフティル | フェロー諸島 | 0-1    | 0-2  | UEFA EURO 2008予選          |
| 2. | 2013年9月10日  | スコピエ   | 北マケドニア | 1-2    | 1-2  | 2014 FIFAワールドカップ予選 |
| 3. | 2014年10月14日 | ワルシャワ | ポーランド   | 1-1    | 2-2  | UEFA EURO 2016予選          |
| 4. | 2014年11月14日 | グラスゴー | アイルランド | 1-0    | 1-0  | UEFA EURO 2016予選          |
| 5. | 2015年3月29日  | グラスゴー | ジブラルタル | 1-0    | 6-1  | UEFA EURO 2016予選          |
| 6. | 2015年3月29日  | グラスゴー | ジブラルタル | 3-1    | 6-1  | UEFA EURO 2016予選          |
| 7. | 2015年10月11日 | ファロ     | ジブラルタル | 0-2    | 0-6  | UEFA EURO 2016予選          |

## タイトル

### クラブ
セルティック
- スコティッシュ・プレミアリーグ : 2000-01, 2001-02, 2003-04, 2005-06, 2006-07
- スコティッシュリーグカップ 2000-01, 2005-06, 2008-09
- スコティッシュカップ 2000-01, 2003-04, 2004-05, 2006-07, 2010-11

ウィガン
- FAカップ : 2012-13

### 個人
- スコットランドPFA年間最優秀選手賞 : 2006
- スコットランドPFA年間最優秀若手選手賞（英語版）: 2006